# Лихачёв, Василий Матвеевич
Васи́лий Матве́евич Лихачёв (14 января 1882, Козьмодемьянск — 21 октября 1924, Кисловодск) — российский революционер, большевик, советский государственный деятель.

## Биография
Родился в семье приказчика. По окончании школы, поступил в 1897 году в Казанское земледельческое училище. В 1901 году был исключён из него за революционную деятельность.
Вступил в РСДРП. Был членом Уфимского, Самарского комитетов РСДРП, секретарем Казанского комитета партии. В 1907—1908 годах — секретарь Московского комитета РСДРП.
Был арестован и приговорён к бессрочной ссылке в Сибирь, откуда бежал в Японию, а оттуда уехал в США. Член Американской социалистической партии.
После Февральской революции возвратился в Россию. Вновь был избран секретарем Московского комитета партии. После октябрьской революции возглавлял отделы Моссовета, московский совет народного хозяйства, был членом коллегии Наркомвнешторга.
Скончался 21 октября 1924 года в Кисловодске после тяжелой и продолжительной болезни. Похоронен в некрополе у Кремлёвской стены.